# 菊池信之
菊池 信之（きくち のぶゆき、1945年 - ）は、日本の録音技師。

## 経歴
2012年、アッバス・キアロスタミ監督『ライク・サムワン・イン・ラブ』の録音を担当した。
そのほかに、小川紳介、ジャン＝ピエール・リモザン、諏訪敦彦、青山真治などの監督作品を手掛けている。

## フィルモグラフィー

### 映画
- ニッポン国 古屋敷村（1982年）
- 阿賀に生きる（1992年）
- 書かれた顔（1995年）
- プ（1995年）
- ナージャの村（1997年）
- TOKYO EYES（1998年）
- 百年の絶唱（1998年）
- 大いなる幻影（1999年）
- M/OTHER（1999年）
- EUREKA（2000年）
- SELF AND OTHERS（2001年）
- 月の砂漠（2001年）
- H story（2001年）
- レイクサイド マーダーケース（2005年）
- チーズとうじ虫（2005年）
- さよならみどりちゃん（2005年）
- エリ・エリ・レマ・サバクタニ（2006年）
- 長江にいきる 秉愛の物語（2007年）
- 神童（2007年）
- サッド ヴァケイション（2007年）
- 砂の影（2008年）
- 俺たちに明日はないッス（2008年）
- eatrip（2009年）
- 私は猫ストーカー（2009年）
- 祝の島（2010年）
- トルソ（2010年）
- ゲゲゲの女房（2010年）
- 東京公園（2011年）
- かぞくのくに（2012年）
- ペタル ダンス（2013年）
- 共喰い（2013年）
- ドライブイン蒲生（2014年）
- 海を感じる時（2014年）
- 海辺の生と死（2017年）
- 素敵なダイナマイトスキャンダル（2018年）